# Летере
Летере (итал. Lettere) је насеље у Италији у округу Напуљ, региону Кампанија.
Према процени из 2011. у насељу је живело 5605 становника. Насеље се налази на надморској висини од 353 м.

## Становништво
| 1931. | 1936. | 1951. | 1961. | 1971. | 1981. | 1991. | 2001. | 2011. |
| ----- | ----- | ----- | ----- | ----- | ----- | ----- | ----- | ----- |
| 3.113 | 3.291 | 3.735 | 4.199 | 4.401 | 4.470 | 5.415 | 5.605 | 6.153 |